# Dewon Day
Pour les articles homonymes, voir Day.
Dewon Day, né le 29 septembre 1980 à Jackson (Mississippi), est un ancien joueur américain de baseball ayant évolué dans les Ligues majeures de baseball en 2007.

## Carrière
Après être apparu dans 13 matchs pour les White Sox de Chicago en 2007, le lanceur droitier a passé la saison 2008 avec Birmingham, un club-école des White Sox au niveau AA. En octobre de cette même année, il a été réclamé par les Red Sox de Boston. Cette dernière équipe, pour qui il n'a pas joué, l'a laissé aller au profit des Rays de Tampa Bay en janvier 2009.